# アップアップガールズ（プロレス）
アップアップガールズ（プロレス）（アップアップガールズかっこプロレス）は、日本の女性アイドルグループ兼プロレスラーグループ。略称は「アプガプ」（あぷがぷ）。所属事務所はYU-M エンターテインメント、プロレス団体東京女子プロレスに在籍。コンセプトは「歌って、踊って、闘える」最強のアイドルを目指す。英語表記は「UP UP GIRLS kakko PROWRESTLING」

## 概要
2017年3月にさいたまスーパーアリーナ大会を成功させ名実ともにプロレス界を代表する団体となりつつ有るDDTプロレスリングがアイドル界、プロレス界の垣根と常識を壊す新たなプロジェクトとして「アップアップガールズ（プロレス）」がスタート。「歌って、踊って、闘える」最強のアイドルを目指すアイドルグループ。
アイドルとしては単独日本武道館公演、プロレスラーとしては日本武道館メインイベント出場を目指すこのプロジェクトは、同年5月29日に発表され、2か月半に渡るオーディションを勝ち抜いた4人で活動をスタート。
アイドルとしては、結成わずか2週間程で、@JAM EXPO2017にて初のオリジナル曲「アッパーキック！」を初披露。2018年1月4日にはプロレスラーとしてのデビューを果たし、アイドルとプロレスラーの2足の草鞋を履き精力的に活動中。

## 略歴
2017年
- 8月12日 - DDTプロレスリングとのコラボレーションによる新プロジェクト、アップアップガールズ（プロレス）オーディションの開催を発表がされ、オーディション合格者として、みう・らく・ひなの・ひかりの4名が発表された[1]。
- 8月27日 – 横浜アリーナ開催の＠JAM EXPOでステージデビュー[2]。メンバー4人の名前をカタカナ表記に変更。

2018年
- 1月4日 - 東京女子プロレス後楽園ホール大会にてラク&ヒカリ vs ヒナノ&ミウ戦でプロレスデビュー[3]。
- 8月3日、TOKYO IDOL FESTIVAL2018にて路上プロレスデビュー。[4]。
- 12月31日、渋谷GARRETにて行われたアプガ（プロレス）の初単独ライブより、リングネームをラクはらく、ミウは渡辺未詩、ヒカリは乃蒼ヒカリ、ヒナノはぴぴぴぴぴなのに改名。

2019年
- 4月5日、ぴぴぴぴぴなのが東京・王子Basement MON☆STAR大会を持ってプロレス、およびアップアップガールズ（プロレス）から卒業、芸能界から引退となる。最終戦は「ぴぴぴぴぴなの卒業スペシャル時間差入場バトルロイヤル」で最後の2人に残るも乃蒼ヒカリに敗退[5]。
- 11月 - 渡辺未詩が東京女子プロレス「TOKYOプリンセスタッグ王座」の6代目王者を奪取（パートナーは東京女子プロレス所属・辰巳リカ）[6]。

2021年
- 5月 - 乃蒼ヒカリが東京女子プロレス「インターナショナル・プリンセス」6代目王者を奪取[7]。

2022年
- 3月 - 新メンバーオーディションの開催が発表され、同年8月14日の後楽園ホール大会にて「シノ」の加入が発表された[8]。
- 8月 - 横浜アリーナで開催された@JAM EXPO 2022でシノがステージデビュー。
- 10月 - 渡辺未詩が東京女子プロレス「インターナショナル・プリンセス」9代目王者を奪取[9]。

2023年
- 2月 - 渡辺未詩が「KEIJI MUTO GRAND FINAL PRO-WRESTLING "LAST" LOVE〜HOLD OUT〜」のリングに出演。入場者数3万人超え、PPV購入数10万件の東京ドームを湧かす[10]。
- 3月 - シノが鈴木志乃として東京女子プロレス新宿FACE大会にてプロレスデビュー。
- 6月10日、新宿FACEで単独ライブを開催。同ライブにおいてウタの加入が発表された[11]。
- 12月23日、新横浜NEW SIDE BEACH!!にて初のプロレス試合を含まない単独ライブを開催。

2024年
- 3月 - ウタが高見汐珠として東京女子プロレス新宿FACE大会にてプロレスデビュー。
- 5月15日、乃蒼ヒカリがアップアップガールズ（プロレス）から卒業、事務所を退所[12]。

## メンバー
| 名前                     | 生年月日（年齢）       | 出身地 | ニックネーム  | メンバー カラー | 加入日        | 入場曲                       | 備考                                                                                           |
| ------------------------ | ---------------------- | ------ | ------------- | --------------- | ------------- | ---------------------------- | ---------------------------------------------------------------------------------------------- |
| らく                     | 1997年12月5日（27歳）  | 東京都 | らくはん      | 黄色            | 2017年8月12日 | マシュマロカカオステーション | 元SETUP認定オールアジア女子王者                                                                |
| 渡辺未詩 (わたなべ みう) | 1999年10月19日（25歳） | 埼玉県 | みう ヲタミウ | ピンク          | 2017年8月12日 | チョコっとラブ ME ドゥー     | 元プリンセス・オブ・プリンセス王者 元インターナショナル・プリンセス王者 元プリンセスタッグ王者 |
| 鈴木志乃 (すずき しの)   | 1998年7月15日（27歳）  | 静岡県 |               | 緑              | 2022年8月14日 | ワタシノセオリー             | 元バスガイド                                                                                   |
| 高見汐珠 (たかみ うた)   | 2007年3月29日（18歳）  | 石川県 |               | 白              | 2023年6月10日 | 青春チューリップ             |                                                                                                |

### 旧メンバー
| 名前                     | 生年月日（年齢）      | 出身地 | ニックネーム                    | メンバーカラー | 加入日        | 卒業日        | 入場曲                                                  | 備考                                                                                      |
| ------------------------ | --------------------- | ------ | ------------------------------- | -------------- | ------------- | ------------- | ------------------------------------------------------- | ----------------------------------------------------------------------------------------- |
| ぴぴぴぴぴなの           | 1998年2月21日（27歳） | 東京都 | ひなちぇん ちぇん ひなひな ぴぴ | 紫             | 2017年8月12日 | 2019年4月5日  | 上場独擅場                                              | 2019年4月5日卒業、芸能界引退。                                                            |
| 乃蒼ヒカリ (のあ ひかり) | 1998年2月18日（27歳） | 北海道 | ヒカリん                        | 青             | 2017年8月12日 | 2024年5月15日 | ROCK BOTTOM (通常入場曲) I’m Alive (デスマッチ用入場曲) | 2024年5月15日卒業、事務所退所 元インターナショナル・プリンセス王者 元プリンセスタッグ王者 |

## 楽曲一覧
| タイトル                                  | リリース日     | 作詞           | 作曲                    | 編曲               | レーベル                 |
| ----------------------------------------- | -------------- | -------------- | ----------------------- | ------------------ | ------------------------ |
| アッパーチョップ！                        | 2018年7月18日  | PandaBoY       | PandaBoY                | PandaBoY           | YU-Mエンターテインメント |
| アッパーキック！                          | 2020年8月27日  | PandaBoY       | PandaBoY                | PandaBoY           | YU-Mエンターテインメント |
| リングの上にも三年 ～All Along The Way～  | 2020年11月3日  | michitomo      | michitomo               | 佐々木侑太         | YU-Mエンターテインメント |
| 負けたくない！                            | 2020年11月7日  | 児玉雨子       | michitomo               | KOJI oba、PandaBoY | YU-Mエンターテインメント |
| ROCK BOTTOM (feat. 乃蒼ヒカリ)            | 2020年12月25日 | NOBE           | michitomo               | -                  | YU-Mエンターテインメント |
| マシュマロカカオステーション (feat. らく) | 2020年12月25日 | NOBE           | michitomo               | -                  | YU-Mエンターテインメント |
| チョコっとラブ ME ドゥー (feat. 渡辺未詩) | 2020年12月25日 | michitomo      | michitomo               | -                  | YU-Mエンターテインメント |
| SHINING MARK                              | 2023年3月19日  | 有馬えみり     | michitomo               | 佐々木侑太         | YU-Mエンターテインメント |
| マジマッスル (feat. 渡辺未詩)             | 2023年4月1日   | michitomo      | michitomo               | 佐々木侑太         | YU-Mエンターテインメント |
| ワタシノセオリー (feat. 鈴木志乃)         | 2023年4月3日   | 有馬えみり     | michitomo               | 新山俊也           | YU-Mエンターテインメント |
| Rxck it Nxw!                              | 2023年7月9日   | 有馬えみり     | michitomo               | Yuta.Uematsu       | YU-Mエンターテインメント |
| ベイビーフェイス                          | 2023年7月30日  | ヤマモトショウ | ヤマモトショウ          | ヤマモトショウ     | YU-Mエンターテインメント |
| 青春チューリップ (feat. 高見汐珠)         | 2024年7月16日  | もにしなの     | michitomo               | 新山俊也           | YU-Mエンターテインメント |
| バロバロ~It's a Battle!~                  | 2024年9月11日  | 有馬えみり     | T4K                     | -                  | YU-Mエンターテインメント |
| Road to the ネクステージ！                | 2024年9月16日  | 有馬えみり     | michitomo               | -                  | YU-Mエンターテインメント |
| SEED                                      | 2024年11月16日 | 保村真咲       | Yuta Uematsu. michitomo | Yuta Uematsu.      | YU-Mエンターテインメント |
| アッパーキック！ (2025 Ver.)              | 2025年3月2日   | PandaBoY       | PandaBoY                | PandaBoY           | YU-Mエンターテインメント |
| Stand up! 恋の証明                        | 2025年5月17日  | ハイパーミサヲ | Yuta Uematsu. michitomo | Yuta Uematsu.      | YU-Mエンターテインメント |

乃蒼ヒカリ ソロシングル
| タイトル  | リリース日     | 作詞        | 作曲        | 編曲 | レーベル                 |
| --------- | -------------- | ----------- | ----------- | ---- | ------------------------ |
| I’m Alive | 2021年12月10日 | SPARK DANDY | SPARK DANDY | -    | YU-Mエンターテインメント |

## 出演

### テレビ
- 東京マキタスポーツ（テレビ東京）[17]
- アイドルお宝くじ（テレビ朝日）[17]
- キミスタ（テレビ東京）[17]
- 村上マヨネーズのツッコませて頂きます!（関西テレビ）[17]
- 東京暇人～TOKYO hi-IMAGINE～（日本テレビ）[17]

### ラジオ
- 真夜中のハーリー＆レイス（ラジオ日本）[18]